# Szwedzcy posłowie do Parlamentu Europejskiego 1995–1999
Szwedzcy posłowie IV kadencji do Parlamentu Europejskiego zostali wybrani w pierwszych w historii Szwecji wyborach przeprowadzonych 17 września 1995. Zastąpili deputowanych delegacji krajowej, wykonujących mandaty od 1 stycznia 1995.

## Lista posłów
Wybrani z listy Szwedzkiej Socjaldemokratycznej Partii Robotniczej
- Jan Andersson
- Anneli Hulthén
- Maj-Lis Lööw
- Veronica Palm, poseł do PE od 6 października 1998
- Yvonne Sandberg-Fries, poseł do PE od 6 października 1998
- Maj Britt Theorin
- Sören Wibe

Wybrani z listy Umiarkowanej Partii Koalicyjnej
- Gunilla Carlsson
- Charlotte Cederschiöld
- Staffan Burenstam Linder
- Per Stenmarck
- Ivar Virgin

Wybrani z listy Partii Zielonych
- Per Gahrton
- Ulf Holm
- MaLou Lindholm
- Inger Schörling

Wybrani z listy Partii Lewicy
- Marianne Eriksson
- Jonas Sjöstedt
- Jörn Svensson

Wybrani z listy Partii Centrum
- Karl Erik Olsson
- Hans Lindqvist

Wybrany z listy Ludowej Partii Liberałów
- Hadar Cars

Byli posłowie IV kadencji do PE
- Birgitta Ahlqvist (Szwedzka Socjaldemokratyczna Partia Robotnicza), do 4 października 1998
- Tommy Waidelich (Szwedzka Socjaldemokratyczna Partia Robotnicza), do 4 października 1998